# ویلیام رابرت بروکز
ویلیام رابرت بروکز (یا بروکس) (انگلیسی: William Robert Brooks; ۱۱ ژوئن ۱۸۴۴ – ۳ مهٔ ۱۹۲۱) اخترشناس اهل ایالات متحده آمریکا بود.
او متولد بریتانیا بود و به‌طور عمده به عنوان یکی از پرکارترین کاشفان دنباله‌دارها (تنها پس از ژان لویی پونز) در تمام دوران شناخته می‌شود.

## آغاز زندگی
ویلیام رابرت بروکز در میدستون، انگلستان، پسر کارولین (با نام خانوادگی ویکینگز) و ویلیام بروکز، یک روحانی باپتیست که به ماریون، نیویورک مهاجرت کرد به دنیا آمد. او علاقه خود را به اخترشناسی در طول یک سفر در دوران کودکی به استرالیا افزایش داد؛ زمانی که دریانوردی را دید که با یک سکستانت اندازه‌گیری می‌کرد. سال بعد، او اولین تلسکوپ خود را در سن ۱۴ سالگی ساخت. بروکز با استفاده از نمودارها و طرح‌های خود، نخستین سخنرانی عمومی خود را در سن ۱۷ سالگی در کلیسای پدرانش ایراد کرد. او در جوانی در «شپرد آیرون ورکز» در بوفالو، نیویورک کار می‌کرد و مهارت‌های مکانیکی و نقشه‌کشی قابل‌توجهی به دست آورد: او پیش از اینکه تمام وقت توجه خود را به نجوم معطوف کند، در فلپس عکاس پرتره شد. بروکز دانش خوبی از ساخت عدسی داشت و توانست تلسکوپ‌های خود را طراحی و بسازد و سال‌ها طول کشید تا عدسی‌ها و بازتابنده‌های لازم را آسیاب و صیقل دهد.

## یافتن دنباله‌دارها
پس از ازدواج با «مری ای. اسمیت» در سال ۱۸۷۰، بروکز به فلپس نقل مکان کرد و در آنجا اولین دنباله‌دار خود را در سال ۱۸۸۱ در رصدخانه «Red House» کشف کرد؛ همان رصدخانه‌ای که رصدخانهٔ خودش بود و تلسکوپ‌های ساخت خودش را در آن جای داده بود. بین سال‌های ۱۸۸۱ و ۱۸۸۷، بروکز ۱۰ دنباله‌دار دیگر را کشف کرد. او در سال ۱۸۸۶ با کشف سه دنباله‌دار بدیع تنها در یک ماه رکورد زد.
حکایت کوتاهی از دوران او در فلپس در صفحات ۲۶۱–۲۶۲ «وکیل کشور» نوشته بلامی پارتریج یافت می‌شود که نام مستعار «بیلی باب ریورز» را به او می‌دهد.
بروکز ۱۶ دنباله‌دار جدید را در رصدخانه اسمیت در ژنو، نیویورک مشاهده کرد.
او در کشف دنباله‌دارهای برجسته از جمله در تشخیص دنباله‌دارهای دوره‌ای ۱۲پی/پونز-بروکز و ۱۶پی/بروکز تبحر داشت. او همچنین دنباله‌دار چشم غیر مسلحی سی/۱۹۱۱ او۱ (بروکز) را کشف کرد، او از پیشگامان عکاسی نجومی بود.
آخرین کشف دنباله‌دار او در ۲۰ اکتبر ۱۹۱۲ انجام شد. بروکز در آن زمان یک مدرس دوره‌گرد بود و پس از چندین بار سخنرانی در کالج لازل، دنباله دار را «لازل بروکس» نامید. این آخرین کشف دنباله‌دار او بود.
ویلیام رابرت بروکز در طول زندگی خود ۲۷ دنباله‌دار را کشف کرده بود. این دومین بعد از ژان لوئی پونز است که نیم قرن پیش ۳۷ دنباله‌دار را کشف کرده بود.